# Station Blankenburg (Harz)
Station Blankenburg (Harz) is een spoorwegstation in de Duitse plaats Blankenburg (Harz).  Het station werd in 1873 geopend. 